# Zelotes meronensis
Zelotes meronensis är en spindelart som beskrevs av Levy 1998. Zelotes meronensis ingår i släktet Zelotes och familjen plattbuksspindlar.
Artens utbredningsområde är Israel. Inga underarter finns listade i Catalogue of Life.